# 土方康
土方 康（ひじかた ひろし、1968年3月11日 - ）は、NHKのチーフアナウンサー。

## 人物
東京都出身。東京都立小石川高等学校を経て、早稲田大学法学部を卒業後、1993年に入局。
通算5か所の赴任地の内、のべ3か所が中国地方。
山口放送局へ異動してからはチーフアナウンサーを務めている。
座右の銘は『失敗は成功のもと』。
元々は弁護士を目指していた。

## 現在の出演番組
- 広島県・中国地方のニュースなど
  - お好み845（宿直勤務時）
  - NHKニュースおはようちゅうごく（シフト勤務の土・日曜と代理で担当した際の平日）
  - お好みサタデー
  - お好みサンデー
  - お好みホリデー
  - ニュースちゅうごく645（県域放送縮小時）
- ひろしま コイらじ（ラジオ第1、日替りパーソナリティー）

## 過去の担当番組
甲府放送局時代
- 山梨県のニュースなど
- こだわってふるさと
- スポーツ中継（サッカーなど）

広島放送局時代（1度目）
- 広島県・中国地方のニュースなど

東京アナウンス室時代
- 歌の散歩道（ラジオ第1、不定期）
- ラジオニュース（不定期）
- BSニュース（不定期）

広島放送局時代（2度目）
- 広島県・中国地方のニュースなど
- 中国!ちゅーもく!ラジオ（ラジオ第1、パーソナリティー）（中国地方ローカル）（2016年6月17日 - 2021年3月）
- ひろしまコイ!らじ（ラジオ第1、プロデューサー、2020年度は不定期で日替りパーソナリティーも担当）
- おはよう中国（ラジオ、主に土曜日担当）
- ひろしまニュース845（主に金曜日担当）
- ニュースちゅうごく645（不定期）

山口放送局時代
- 山口県のニュース
- 放送部副部長（1度目・2度目は2021年度のみ）
- 情報維新!やまぐち（編集責任者）
- ひるまえ直送便・山口（編集責任者）
- 山口放送局制作番組の編集責任者
- 緊急報道（山口放送局発）
- おはよう山口（不定期・2023年度まで）
- やまぐち845→情報維新!やまぐち845（不定期）
- 情報維新!やまぐち645（2度目・不定期）
- お好み845（広島放送局への応援。2024年4月8日・6月17日・8月22日・12月9日、2025年4月17日、2025年6月18日）

広島放送局時代（3度目）